# Вадан (Иран)
Вадан (перс. وادان‎) — село на севере Ирана, в остане Тегеран. Входит в состав шахрестана Демавенд. Является частью дехестана (сельского округа) Джемабруд бахша Меркези.

## География
Село находится в восточной части остана, к югу от автодороги 79, на расстоянии приблизительно 12 километров (по прямой) к юго-востоку от города Демавенд, административного центра шахрестана. Абсолютная высота — 1847 метров над уровнем моря.

## Население
По данным переписи 2006 года население села составляло 1627 человек (828 мужчин и 799 женщин). В Вадане насчитывалось 447 домохозяйств. Уровень грамотности населения составлял 69,5 %. Уровень грамотности среди мужчин составлял 74,3 %, среди женщин — 64,5 %.
В 2016 году в селе имелось 393 домохозяйства и проживало 1305 человек (680 мужчин и 625 женщин).